# Тиль (Эн)
Тиль (фр. Thil) — коммуна во Франции, находится в регионе Рона — Альпы. Департамент — Эн. Входит в состав кантона Мирибель. Округ коммуны — Бурк-ан-Брес.
Код INSEE коммуны — 01418.

## География
Коммуна расположена приблизительно в 400 км к юго-востоку от Парижа, в 16 км северо-восточнее Лиона, в 50 км к югу от Бурк-ан-Бреса.
На западе коммуны протекает река Серен, а на юге проходит канал Мирибель.

## Климат
Климат полуконтинентальный с холодной зимой и тёплым летом. Дожди бывают нечасто, в основном летом.

## Население
Население коммуны на 2010 год составляло 1070 человек.
| 1962 | 1968 | 1975 | 1982 | 1990 | 1999 | 2010 |
| ---- | ---- | ---- | ---- | ---- | ---- | ---- |
| 282  | 364  | 480  | 588  | 769  | 946  | 1070 |

## Администрация
| Период | Период | Фамилия      | Партия | Примечания |
| ------ | ------ | ------------ | ------ | ---------- |
| 1945   | 1964   | Мариус Перно |        |            |
| 1964   | 1971   | Жан До       |        |            |
| 1971   | 1977   | Альбер Деко  |        |            |
| 1977   | 1989   | Роже Жирма   |        |            |
| 1989   | 2008   | Мишель Вьено |        |            |
| 2008   | 2020   | Брюно Лутале |        |            |

## Экономика
В 2010 году среди 708 человек трудоспособного возраста (15—64 лет) 558 были экономически активными, 150 — неактивными (показатель активности — 78,8 %, в 1999 году было 73,5 %). Из 558 активных жителей работали 525 человек (280 мужчин и 245 женщин), безработных было 33 (17 мужчин и 16 женщин). Среди 150 неактивных 77 человек были учениками или студентами, 49 — пенсионерами, 24 были неактивными по другим причинам.

## Фотогалерея

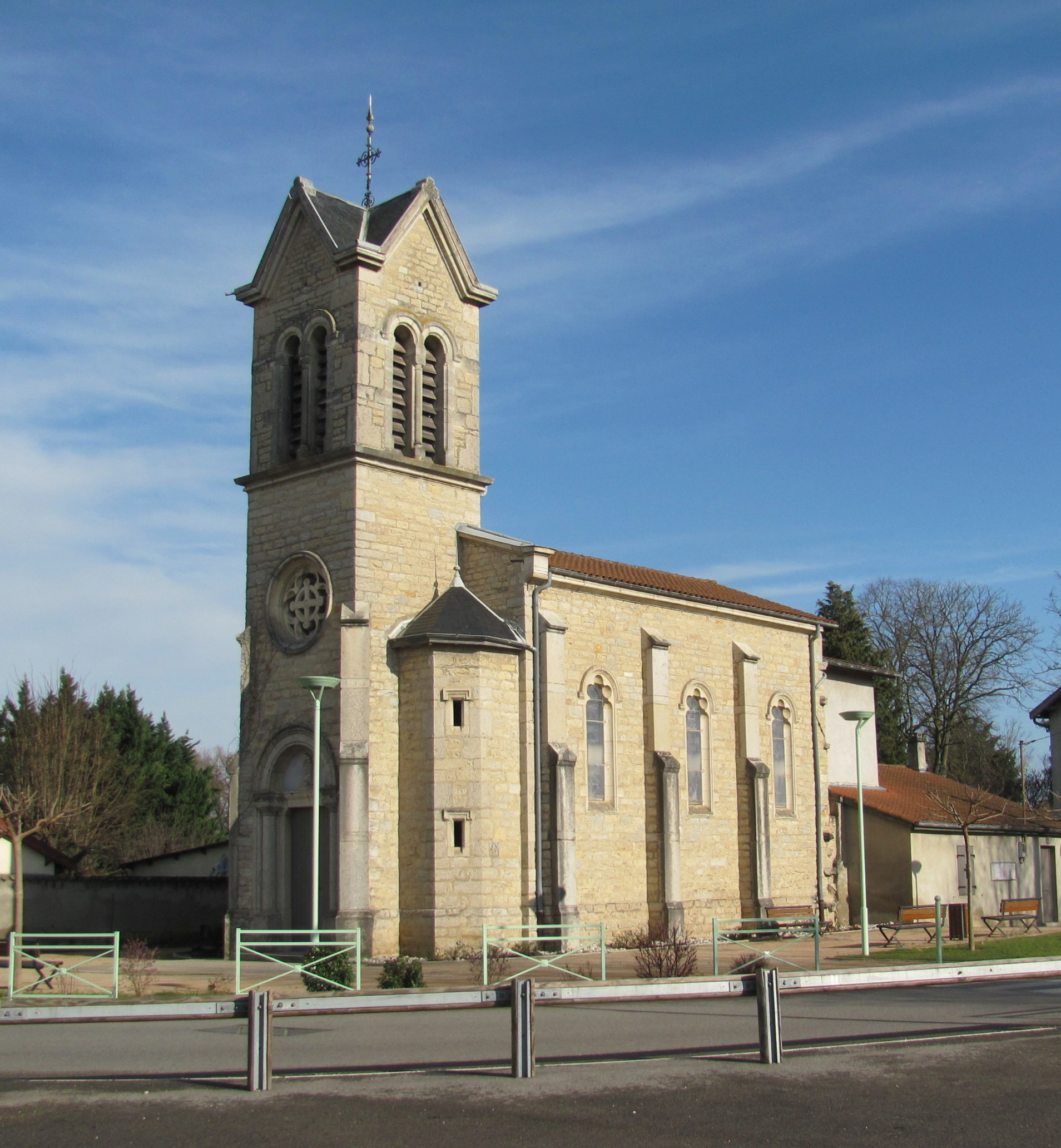
Церковь Сен-Флоран
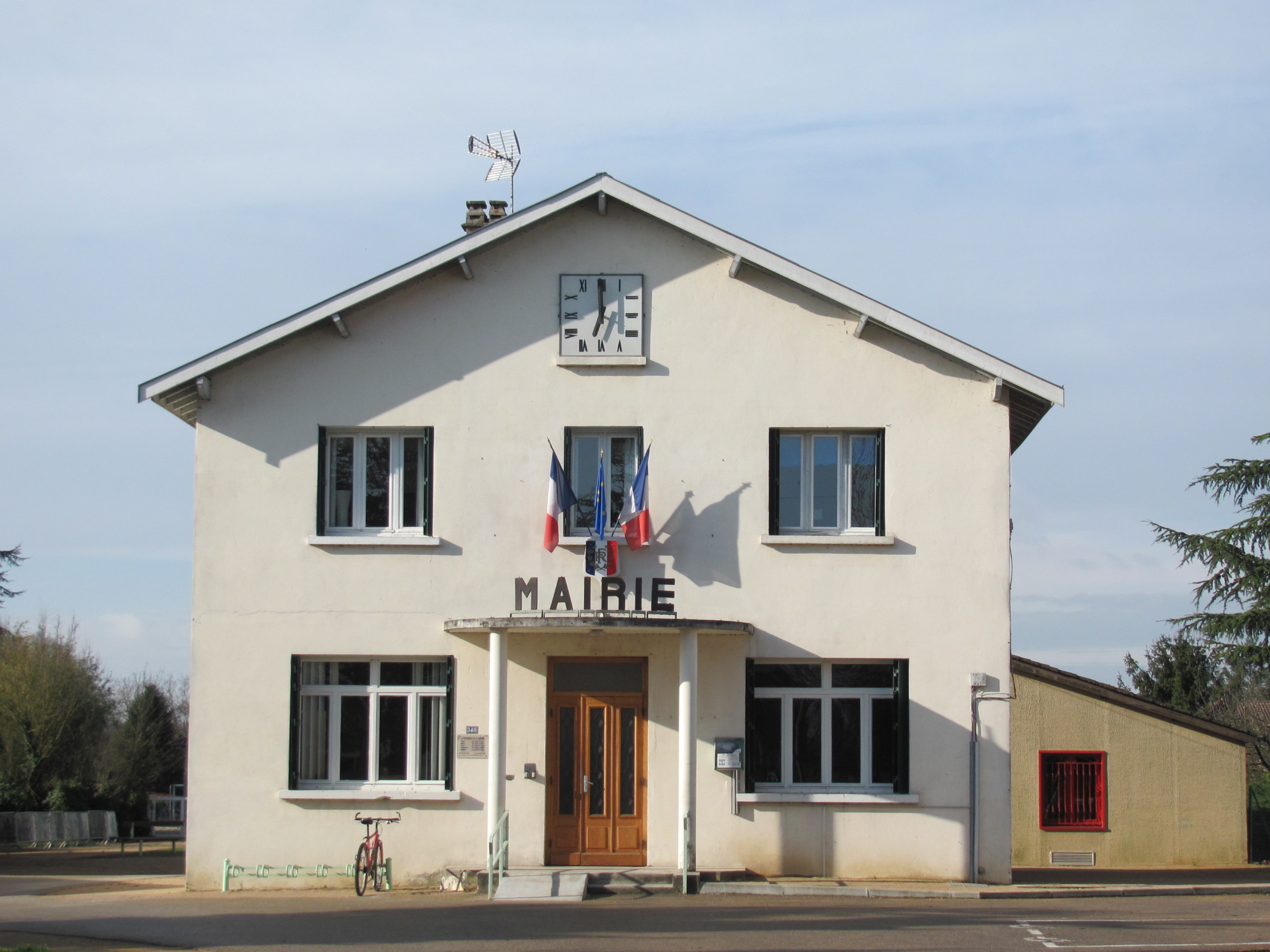
Мэрия
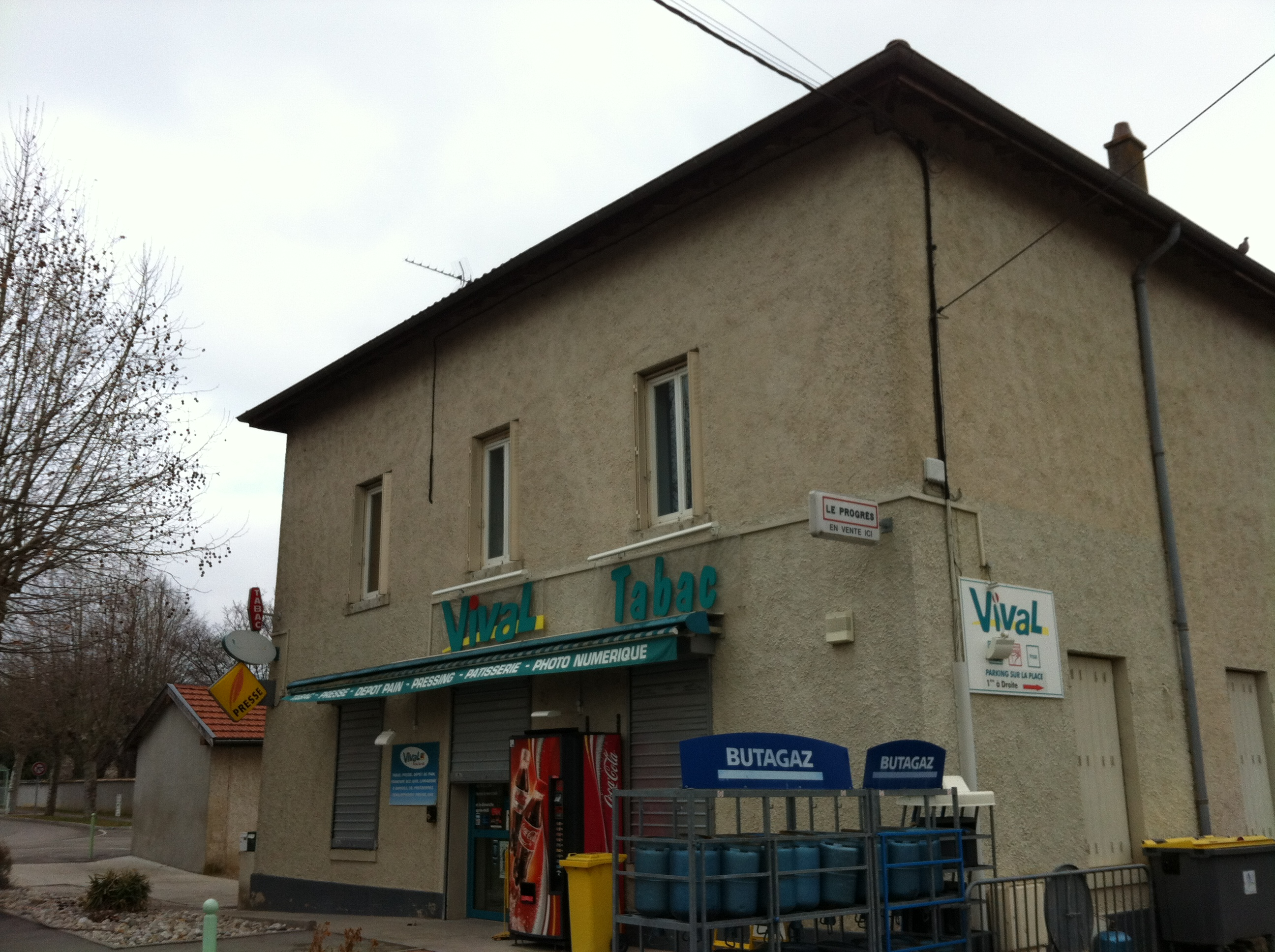
Бывшая мэрия-школа
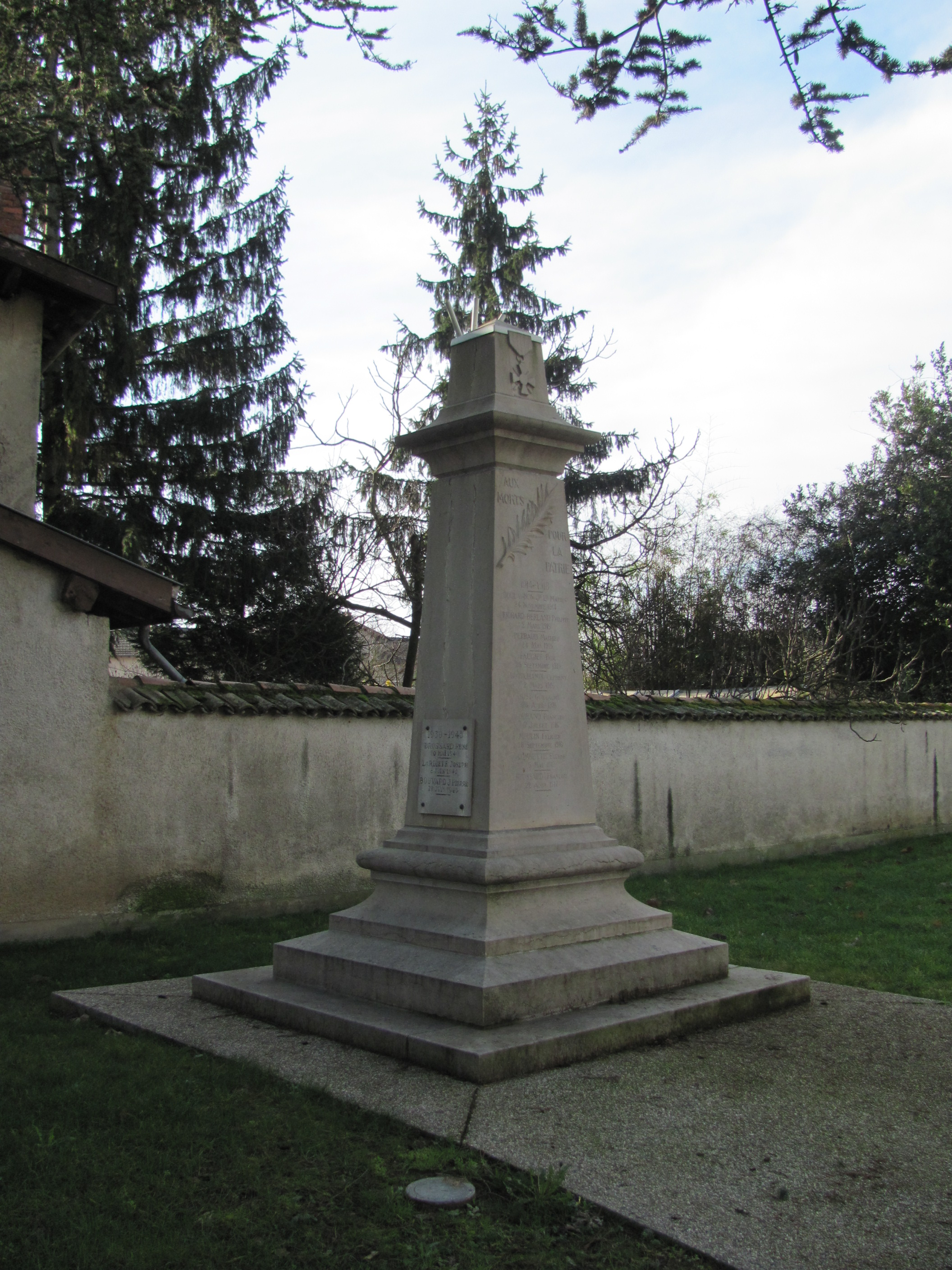
Военный мемориал
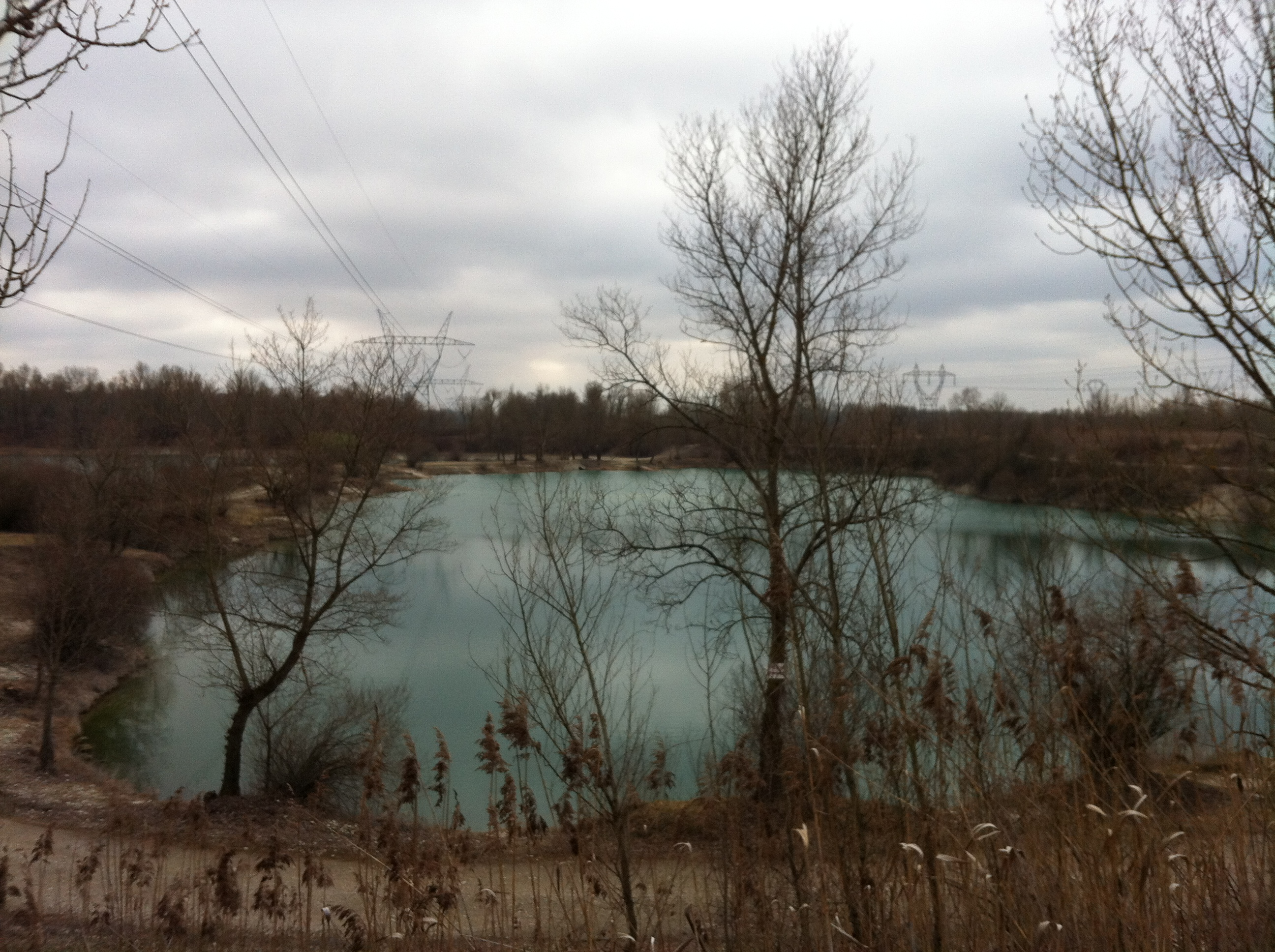
Озеро
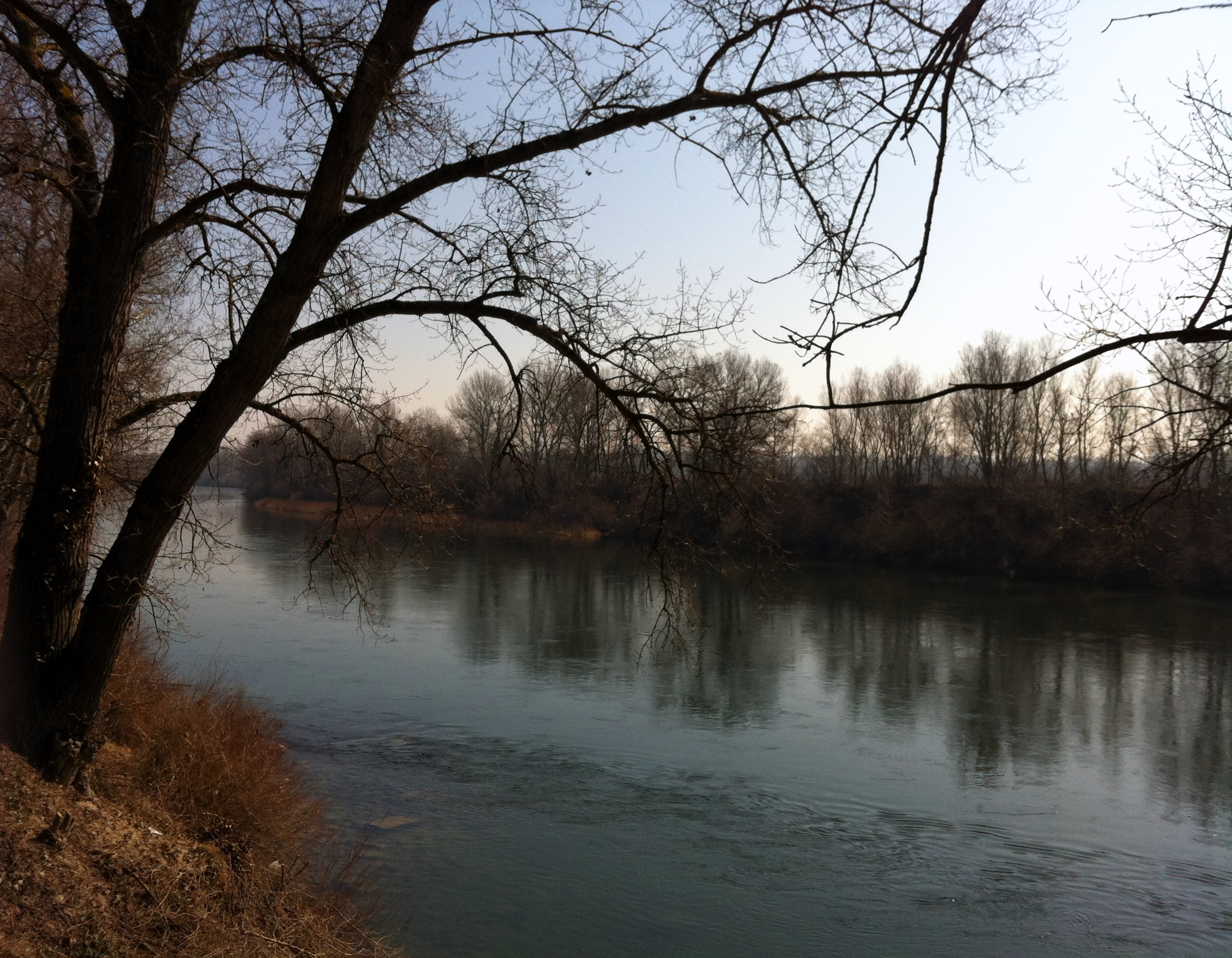
Канал Мирибель